# Терпіу (Клуж)
Терпіу (рум. Tărpiu) — село у повіті Клуж в Румунії. Входить до складу комуни Жикішу-де-Жос.
Село розташоване на відстані 351 км на північний захід від Бухареста, 42 км на північ від Клуж-Напоки.

## Населення
За даними перепису населення 2002 року у селі проживали 130 осіб, усі — румуни. Усі жителі села рідною мовою назвали румунську.